# Al-Badr
Al-Badr je islamistická militantní skupina, která operuje v Kašmíru. Skupina byla údajně vytvořena pákistánskou tajnou službou. Skupina je navázána na organizace jako Jamaat-e-Islami a Al-Káida.

## Oblast působení
Skupina působí v oblasti Ázád Kašmír a také v Afghánistánu a Pákistánu. Své velitelství má organizace ve městě Mansehra severně od hlavního města Islámábád.

## Cíle
Skupina má za své cíle osvobození Kašmíru a osvobození všech muslimů v Indii. Dalším cílem je zrušení nadvlády USA, zničení Izraele a boj proti Saúdské Arábii.

## Akce
První akce, se kterou je skupina spojována, je zabití dvou cizinců 23. března 2000, kteří byli žoldáci ve městě Srinagar. Skupina vede ozbrojené akce hlavně na hranicích mezi Pákistánem a Indií. Od roku 2018 činnost skupiny klesá, jedna z příčin je vyšší přítomnost indické armády.